# Atletica leggera ai Giochi della XXVII Olimpiade - 200 metri piani maschili

Video della Finale (telecronaca in inglese)

Video della Finale (telecronaca in greco)

I 200 metri piani hanno fatto parte del programma di atletica leggera maschile ai Giochi della XXVII Olimpiade. La competizione si è svolta nei giorni 27-28 settembre 2000 allo Stadio Olimpico di Sydney.

## Presenze ed assenze dei campioni in carica
| Competizione         | Atleta             | Prestazione | Sydney 2000 |
| -------------------- | ------------------ | ----------- | ----------- |
| Olimpiadi 1996       | Michael Johnson    | 19”32       | Solo 400 m  |
| Commonwealth 1998    | Julian Golding     | 20”18       | Non selez.  |
| Goodwill Games 1998  | Ato Boldon         | 20”15       | Presente    |
| Europei 1998         | Douglas Walker     | 20”53       | Non selez.  |
| Coppa del mondo 1998 | Frank Fredericks   | 19”97       | Infortunato |
| Asiatici 1998        | Koji Ito           | 20”25       | Presente    |
| Panamericani 1999    | Claudinei da Silva | 20”30       | Presente    |
| Africani 1999        | Francis Obikwelu   | 20”06       | Presente    |
| Mondiali 1999        | Maurice Greene     | 19”90       | Solo 100 m  |
|                      |                    |             |             |
| Mondiali junior 1996 | Francis Obikwelu   | 20”47       | Presente    |

## La gara
La prima semifinale è vinta da John Capel (20"10) sul britannico Malcolm (20"19) e Boldon (20"20). Nella seconda invece gli americani stentano: vince il sorprendente greco Konstantinos Kenteris (20"20), davanti al britannico Campbell (20"23). Coby è quarto, Heard invece è sesto.

In finale, John Capel accenna ad una partenza sullo sparo, ma per non fare una falsa rimane sui blocchi. Il suo tempo di reazione è pessimo: 0"348. L'ansia di recuperare fa il resto. Arriva ultimo.

Partono meglio Kenteris e Boldon (0"163) e Campbell (0"174). Quest'ultimo compare davanti a tutti all'inizio del rettilineo, ma non resiste al recupero di Kenteris che lo sopravanza e va a vincere.
Kenteris riporta in Grecia una medaglia d'oro in una gara di corsa dal lontanissimo 1896.

Gli USA sono giù dal podio (escludendo Mosca 1980) per la prima volta da Amsterdam 1928.
Solo due degli otto partenti hanno migliorato il proprio tempo in finale.

## Risultati

### Turni eliminatori
| 9 Batterie         | 27 settembre | 68 partenti   | Si qualificano i primi 3 + i 5 migliori tempi. |
| 4 Quarti di finale | 27 settembre | 8 + 8 + 8 + 8 | Si qualificano i primi 4.                      |
| 2 Semifinali       | 28 settembre | 8 + 8         | Si qualificano i primi 4.                      |
| Finale             | 28 settembre | 8 concorrenti |                                                |

### Finale
Stadio Olimpico, giovedì 28 settembre, ore 20:20.
| Pos | Paese             | Atleta                | Tempo |
| --- | ----------------- | --------------------- | ----- |
|     | Grecia            | Kōnstantinos Kenterīs | 20"09 |
|     | Regno Unito       | Darren Campbell       | 20"14 |
|     | Trinidad e Tobago | Ato Boldon            | 20"20 |
| 4   | Barbados          | Obadele Thompson      | 20"20 |
| 5   | Regno Unito       | Christian Malcolm     | 20"23 |
| 6   | Brasile           | Claudinei da Silva    | 20"28 |
| 7   | Stati Uniti       | Coby Miller           | 20"35 |
| 8   | Stati Uniti       | John Capel            | 20"49 |